# HSM-74
74e escadron d'hélicoptères d'attaque maritime
Le Helicopter Maritime Strike Squadron Seven-Four ( HELMARSTRIKERON 74 ou HSM-74), également connu sous le nom de "Swamp Foxes", est un escadron d'hélicoptères de l'US Navy basé à la Naval Air Station Jacksonville en Floride. L'escadron fait partie du Carrier Air Wing Three et se déploient à bord de croiseurs, destroyers, frégates et porte-avions à l'appui d'un groupe aéronaval pilotant le SH-60 Seahawk. L'escadron avait été créé sous le nom d'Helicopter Antisubmarine Squadron (Light) Forty Four (HSL-44) le 5 octobre 1984.

## Mission

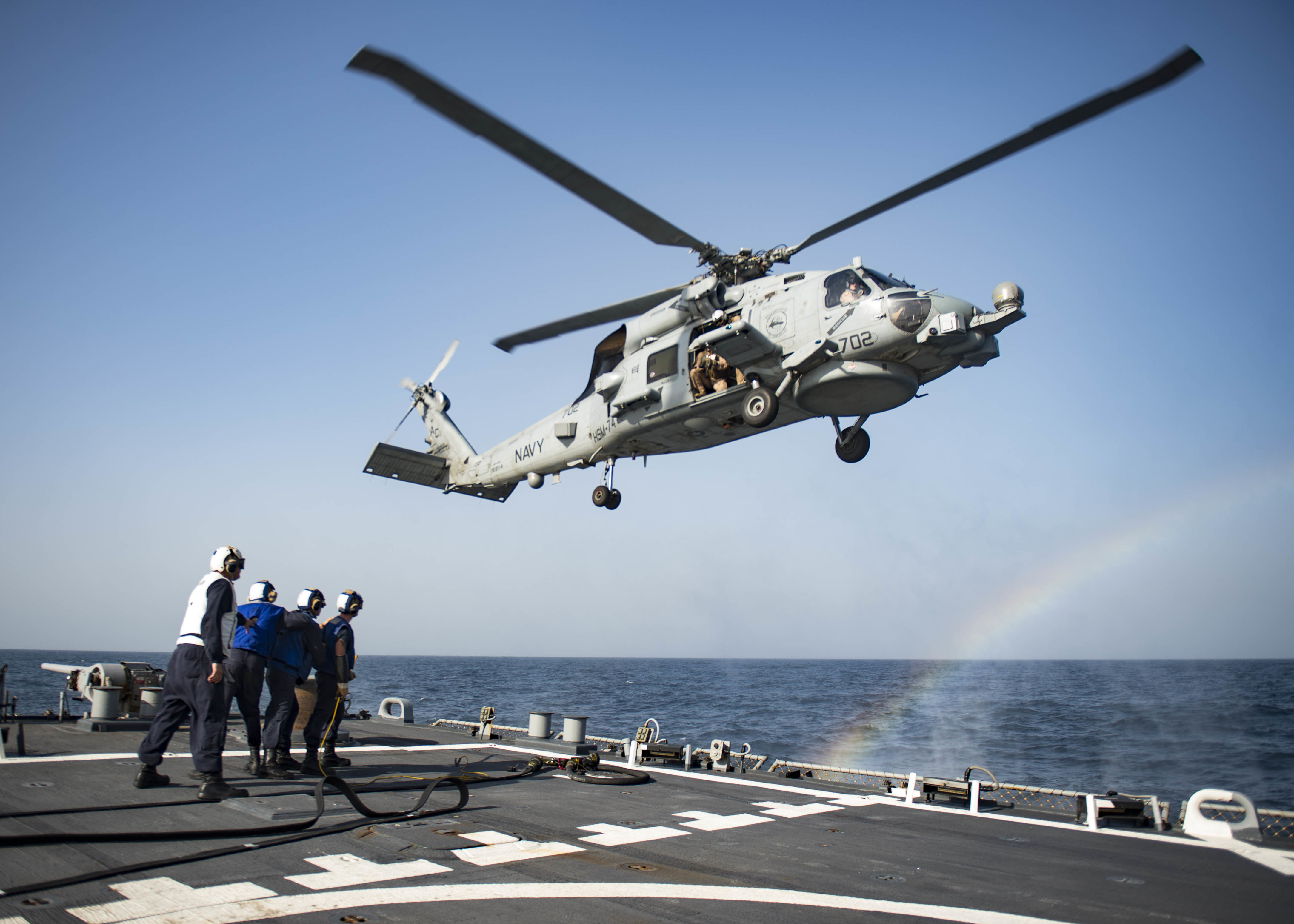
MH-60R Seahawk du HSM-74 en 2016 sur USS Stout (DDG 55)

L'escadron utilise l'hélicoptère multimission MH-60R Seawak. Les principales missions comprennent la guerre anti-sous-marine, la guerre en surface, le commandement, le contrôle, les communications, le commandement et le contrôle, la recherche et sauvetage, l'évacuation sanitaire, le ravitaillement vertical, l'appui au feu de surface navale.

## Transition du HSL-44

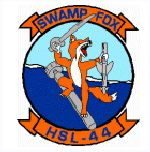
Insigne du HSL-44

Le HSL-44 provenant de la Base navale de Mayport, a été renommé HSM-74 le 9 juin 2011 à la Naval Air Station Jacksonville. Le changement reflétait leur transition de l'utilisation du SH-60B au MH-60R, ainsi que d'un escadron expéditionnaire basé sur un détachement à l'appui d'une escadre aérienne de porte-avions.
Le HSM-74 exploite douze hélicoptères MH-60R dans quatre éléments de combat.

## Récompenses
- Battle Effectiveness Award (en) (2013-2015)
- Arleigh Burke Fleet Trophy
- Captain Arnold Jay Isbell Trophy
- CHSMWINGLANT Talon Award